# Sikandrabad
Sikandrabad es  una ciudad y municipio situado en el distrito de Bulandshahr en el estado de Uttar Pradesh (India). Su población es de 81028 habitantes (2011). Se encuentra a 51 km de Nueva Delhi.

## Demografía
Según el  censo de 2011 la población de Sikandrabad era de 81028 habitantes, de los cuales 42152 eran hombres y 38876 eran mujeres. Sikandrabad tiene una tasa media de alfabetización del 65,71%, inferior a la media estatal del 67,68%: la alfabetización masculina es del 73,35%, y la alfabetización femenina del 57,49%.